# Jan Gay
Jan Gay (nacida Helen Reitman, Leipzig, Imperio alemán, 14 de febrero de 1902-California, Estados Unidos, 12 de septiembre de 1960) fue una periodista, escritora, activista e investigadora lesbiana estadounidense nacida en Alemania. 
Es conocida por sus investigaciones pioneras sobre las realidades de gais y lesbianas en Europa y Estados Unidos en los años treinta, realizadas como parte del Committee for the Study of Sex Variants. Anteriormente, se había formado en el Instituto de Ciencias Sexuales con Magnus Hirschfeld. 
Gay también fue pionera en la introducción del nudismo en Estados Unidos, sobre lo que escribió el ensayo On Going Naked (1932) y el guion del documental This Naked Age (1932).Asimismo, escribió varios libros infantiles en colaboración con su pareja, la ilustradora Zhenya Gay.La historia de Gay ganó mayor notoriedad tras la publicación de la novela Blackouts (2023) de Justin Torres, ganadora del National Book Award.

## Biografía

### Inicios
Gay nació como Helen Reitman en Leipzig, hija del médico y ginecólogo anarquista Ben Reitman, conocido por su trabajo con personas sin techo y trabajadoras sexuales y por ser pareja de Emma Goldman, y May Schwartz, una música estadounidense.   Reitman abandonó a Gay y Schwartz cuando ella todavía estaba embarazada. Cuando Gay era una niña, su madre fue internada y por ello fue criada por familiares en el midwest estadounidense. Tras estudiar en la Northwestern University, en 1922 comenzó a trabajar como periodista para el periódico de Chicago Herald-Examiner.A los 25 años cambió su nombre a "Jan Gay", tomando el apellido de una bisabuela materna, si bien los investigadores sobre su obra también han especulado con que fuera una forma de aludir a su lesbianismo, que vivió de forma abierta desde su juventud.
A finales de los años veinte trabajó para los Ferrocarriles Nacionales de México como secretaria y traductora, y viajó a Sudamérica y Europa. En esta etapa conoció a la escritora e ilustradora Eleanor Byrnes, que se convertiría en su pareja y que posteriormente cambiaría su nombre a Zhenya Gay. Juntas escribieron y publicaron una serie de libros infantiles llamada The Shire Colt. 

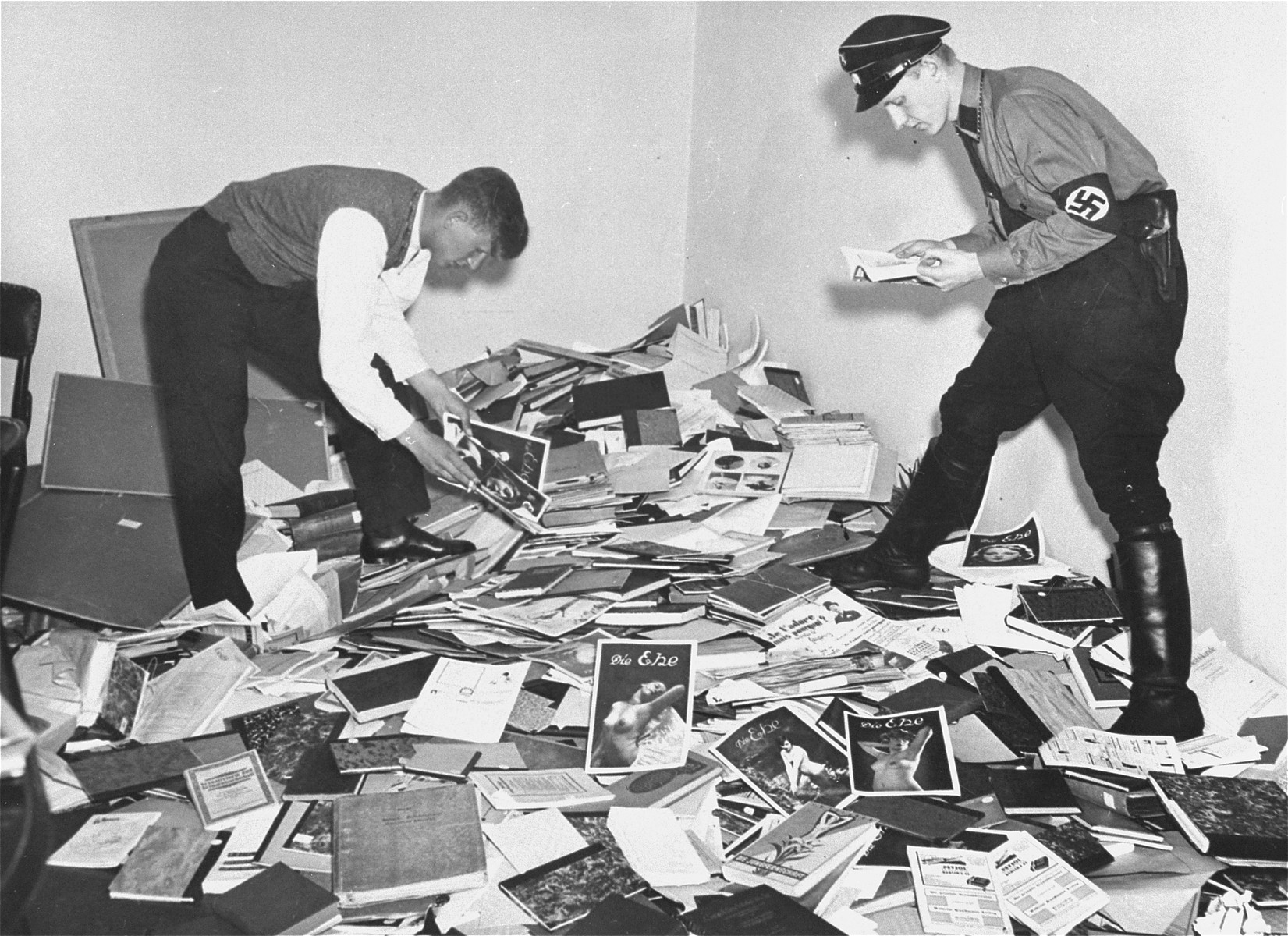
El Instituto de Ciencias Sexuales de Magnus Hirschfeld, en Berlín, que Gay visitó en los inicios de su trayectoria académica, fue destruido por los nazis, que en mayo de 1933 quemaron su biblioteca en la hoguera.

### Investigación
En los años veinte Gay desarrolló un fuerte interés por el estudio de la homosexualidad, lo que le llevó a visitar el Instituto de Ciencias Sexuales de Magnus Hirschfeld en Berlín y aprender a realizar encuestas sobre sexualidad. Tras ello, se embarcó en su propia carrera investigadora, y realizó más de trescientas entrevistas a lesbianas en Europa y Nueva York, en las que trataba distintos aspectos de su experiencia.
Para poder publicar su investigación, Gay necesitó el apoyo de una persona del ámbito de la medicina, por lo que empezó a colaborar con el ginecólogo Robert Latou Dickinson, que había realizado algunos estudios sobre homosexualidad.Ante el rechazo del comité de salud materna del que Dickinson formaba parte a apoyar el proyecto, Dickinson creó el Committee for the Study of Sex Variants y designó al psiquiatra George W. Henry director de la investigación de Gay.En paralelo, Gay conoció a Thomas Painter, que investigaba la prostitución masculina y se unió al estudio poniéndola en contacto con hombres gay.
Ambos crearon un grupo de lesbianas y gais en el que realizaron entrevistas sobre la vida personal de los participantes, sus experiencias laborales, sus hábitos sexuales y sus perspectivas sobre la homosexualidad, sacando a la luz experiencias y dificultades que no tenían presencia habitualmente en los estudios médicos. No obstante, conforme la investigación continuó Gay fue perdiendo el control del estudio, y en la publicación final, Sex Variants: A Study of Homosexual Patterns (1941), fue relegada a los agradecimientos y el director George W. Henry asumió la autoría principal.Ello conllevó, además, que la obra final adoptase una perspectiva abiertamente patologizante de la homosexualidad, recomendando tratamientos para prevenir su aparición.
A pesar del resultado final, autores como Henry L. Minton han defendido el valor de la investigación de Gay para el activismo LGBT+, dado que las historias recogidas por ella y Painter mostraban a personas que se sentían orgullosas de ser homosexuales, influyendo en lectores LGBT+ en una época con pocos referentes desestigmatizantes.

### Nudismo
Gay fue también una figura destacada en la práctica del nudismo en Estados Unidos. Mientras estaba en Europa, Gay se interesó por la práctica y escribió el libro On Going Naked (1932) sobre sus experiencias con el nudismo en el continente.  El libro incluía fotografías de personas desnudas que Gay tomó durante su estancia allí, así como ilustraciones de su pareja Zhenya Gay. Posteriormente el libro sirvió como base para el documental This Naked Age (también titulado This Nude World) (1932), cuyo guion escribió Gay.  Según Gay, "los cuerpos humanos son fenómenos tan espectaculares como los árboles".  Gay abrió un resort nudista, el Out-of-Doors Club, en Highland, Nueva York, lo que llevó al periódico Buffalo Evening News a considerarla "la líder del nudismo en Nueva York". 

## Vida personal
Gay era abiertamente lesbiana y su vivencia influyó en sus intereses de investigación.   Entre los años veinte y cuarenta fue pareja de  la ilustradora y escritora Zhenya Gay, con la que colaboró en sus libros infantiles y en On Going Naked (1932). En los años cuarenta Gay tuvo una relación con la bailarina y activista Franziska Boas, finalizada en 1950 cuando Boas se mudó a Roma, Georgia, y Gay a California. Gay murió en 1960 a la edad de 58 años.

## En la literatura
Jan Gay y su investigación juegan un papel central en la novela Blackouts (2023) de Justin Torres, ganadora del National Book Award. Blackouts cuenta la historia de un hombre mayor llamado Juan Gay que descubre una copia de Sex Variants: A Study of Homosexual Patterns. Angustiado porque las contribuciones de Jan Gay al estudio han sido en gran medida marginadas, Juan recluta a un narrador anónimo para completar su trabajo. La novela de Torres reconoce e intenta corregir cómo el trabajo de Gay ha sido borrado de la historia queer moderna, intercalando documentación histórica y elementos poéticos y ficcionales. 

## Libros

### Ensayo
- On Going Naked (1932, 1940). Traducido al español como Andando desnudos (1996).[15]
- Sex Variants: A Study of Homosexual Patterns (1941) (solo acreditada en agradecimientos)[2]

### Libros infantiles
- Pancho and His Burro (con Zhenya Gay) (1930)
- The Shire Colt (con Zhenya Gay) (1931)
- The Goat who Wouldn't be Good (con Zhenya Gay)  (1931)
- The Mutt Book (con Zhenya Gay) (1932)
- Town Cats. A Book of Drawings (con Zhenya Gay) (1933)